# Amedeo Pomilio
Amedeo Pomilio, född 11 februari 1967 i Chieti, är en italiensk vattenpolospelare. Han ingick Italiens landslag vid olympiska sommarspelen 1992, 1996 och 2000.
I OS-turneringen 1992 tog Italien guld och 1996 brons, medan OS-turneringen 2000 resulterade i en femteplats. Pomilio gjorde tre mål i Barcelona, tio mål i Atlanta och fyra mål i Sydney.
Pomilio tog VM-guld 1994 i Rom och EM-guld 1993 i Sheffield samt 1995 i Wien.